# St. Mary's (Terre-Neuve-et-Labrador)
Pour les articles homonymes, voir St. Mary's.
St. Mary's est une municipalité située dans la province de Terre-Neuve-et-Labrador, dans le sud-est de Terre-Neuve.

## Géographie

### Climat
| Mois                                  | jan.       | fév.       | mars     | avril    | mai     | juin      | jui.    | août     | sep.      | oct.      | nov.     | déc.     | année          |
| ------------------------------------- | ---------- | ---------- | -------- | -------- | ------- | --------- | ------- | -------- | --------- | --------- | -------- | -------- | -------------- |
| Température minimale moyenne (°C)     | −6,3       | −6,5       | −4       | −0,2     | 2,6     | 6,4       | 10,8    | 12,4     | 9,5       | 5,3       | 1,1      | −2,9     | 2,4            |
| Température moyenne (°C)              | −2,9       | −2,9       | −0,6     | 3,2      | 6,6     | 10,5      | 14,3    | 15,8     | 12,9      | 8,4       | 4        | 0        | 5,8            |
| Température maximale moyenne (°C)     | 0,6        | 0,7        | 2,9      | 6,6      | 10,6    | 14,5      | 17,8    | 19,1     | 16,3      | 11,4      | 6,9      | 2,9      | 9,2            |
| Record de froid (°C) date du record   | −18,5 1993 | −21,5 1994 | −21 1986 | −12 1994 | −6 1985 | −1 1999   | 3 1991  | 2,5 1983 | 1 1995    | −5 1984   | −12 1993 | −16 1986 | −21,5 9/2/1994 |
| Record de chaleur (°C) date du record | 13 1986    | 13,5 1996  | 18 2000  | 21 1986  | 21 1983 | 23,5 1999 | 25 1984 | 27 1996  | 26,5 1989 | 21,5 1987 | 18 1989  | 14 1993  | 27 6/8/1996    |
| Précipitations (mm)                   | 131,7      | 130,3      | 134,9    | 115,7    | 109,9   | 117,8     | 120,4   | 103,9    | 124,3     | 134,3     | 146,6    | 141      | 1 510,8        |
| dont neige (cm)                       | 38,3       | 36,3       | 23,8     | 9,9      | 1,6     | 0         | 0       | 0        | 0         | 0,6       | 7,7      | 28,4     | 146,5          |
| Nombre de jours avec précipitations   | 14,1       | 13,3       | 12,6     | 12,7     | 13,4    | 13,7      | 14,1    | 13,8     | 14,1      | 14,9      | 15,5     | 14,4     | 166,6          |
| Nombre de jours avec neige            | 6,9        | 6,3        | 4,2      | 1,7      | 0,31    | 0         | 0       | 0        | 0         | 0,07      | 1,6      | 4,3      | 25,3           |

| Diagramme climatique                                  |              |            |              |              |              |               |               |              |              |             |            |
| J                                                     | F            | M          | A            | M            | J            | J             | A             | S            | O            | N           | D          |
| 0,6−6,3131,7                                          | 0,7−6,5130,3 | 2,9−4134,9 | 6,6−0,2115,7 | 10,62,6109,9 | 14,56,4117,8 | 17,810,8120,4 | 19,112,4103,9 | 16,39,5124,3 | 11,45,3134,3 | 6,91,1146,6 | 2,9−2,9141 |
| Moyennes : • Temp. maxi et mini °C • Précipitation mm |              |            |              |              |              |               |               |              |              |             |            |